# Liste der Naturdenkmale in Roth (Rhein-Hunsrück-Kreis)
Die Liste der Naturdenkmale in Roth nennt die im Gemeindegebiet von Roth ausgewiesenen Naturdenkmale (Stand 13. Mai 2024).

## Naturdenkmale
| Nr.         | Bezeichnung              | Lage                      | Beschreibung | Bild                                    |
| ----------- | ------------------------ | ------------------------- | ------------ | --------------------------------------- |
| ND-7140-022 | Eiche am Kriegerehrenmal | Im Dorf, neben Nr. 5 Lage | Quercus sp.  | Direkt Bild zu diesem Denkmal hochladen |